# إبنس
إبنس هي إحدى قرى ولاية قبلي بالجنوب التونسي ولا تبعد عن مركز الولاية إلا حوالي 10 كلم غربا قرب قرية القطعاية. إلا أن سكانها قد نزحوا عنها باتجاه مدينة قبلي. ينسب سكان إبنس أنفسهم إلى عدد من الأولياء الصالحين الذين يسمون أولاد بالأحمر.